# Marcus Neufanger
Marcus Neufanger (* 1964 in Nürnberg) ist ein deutscher zeitgenössischer Künstler und Kurator, der in Schwäbisch Hall lebt und arbeitet. Bekannt ist er vor allem für seine Malerei, Zeichnungen und Grafik.

## Leben
Marcus Neufanger wurde 1964 in Nürnberg geboren. Seit den frühen 1990er Jahren beschäftigt er sich intensiv mit der Darstellung von Künstlerpersönlichkeiten in Form von Porträts und „Vanity Plates“. Seine Arbeiten reflektieren die Selbstdarstellung und Wirkung von Künstlern in der Kunstwelt, oft basierend auf Fotografien und Zitaten. Neufangers Kunst umfasst auch „Cover Paintings“, bei denen er Buchumschläge auf Leinwand malt. Seine Werke sind in verschiedenen deutschen Sammlungen vertreten und werden auch international ausgestellt. Neufanger lebt und arbeitet in Schwäbisch Hall.
2024 wurde Marcus Neufanger für den Pauli-Preis, eine der traditionsreichsten und bedeutendsten Auszeichnungen für Kunst der Gegenwart in Deutschland, nominiert.

## Ausstellungen (Auswahl)

### Einzelausstellungen
- 2025: Liebe Arbeit Kunst, Kunstverein Brackenheim, Brackenheim[3]
- 2024: Die schönen Tage der Kunst sind gezählt. Van der Grinten Galerie, Köln
- 2024: Bis zum letzten Bild. Kunstverein Eislingen, Eislingen
- 2021: Made for Cologne. Van der Grinten Galerie, Köln
- 2018: Silent Hirst. Van der Grinten Galerie, Köln
- 2018: Selected books, similar paintings, drawings & prints. art book saar, Homburg
- 2017: House of Portraits. Vitamin, Reutlingen
- 2017: THESE BOOKS ARE MADE FOR YOU AND ME. Dieter-Franck-Haus, Schwäbisch Hall
- 2014: Books, Portraits & vanity plates. Van der Grinten Galerie, Köln
- 2013: séance room. Stefan Schuelke Fine Books, Köln
- 2012: Real Life. Kunstforum Bausparkasse, Schwäbisch Hall
- 2011: Buch für Buch, Cover to Cover. Buchhandlung Walther König, Köln

### Gruppenausstellungen (Auswahl)
- 2024: KUNSTHALLE NIENDORF – EVERYONE BUT CASPAR! Künstlerhaus Sootbörn, Hamburg
- 2022: DE LA CABEZA A LOS PIES, FIGURA HUMANA EN LA COLECCION WÜRTH. Museo Würth, La Rioja
- 2022: BIBLIOMANIA - Das Buch in der Kunst. Kunstmuseum Villa Zanders, Bergisch Gladbach
- 2022: Obsession-Collection, Sammlung Gerhard Theewen. Museum Morsbroich, Leverkusen
- 2022: Moving in Stereo - Highlights aus der Mercedes-Benz Art Collection. Mercedes-Benz-Museum, Stuttgart
- 2020: 31: Women. Mercedes-Benz Art Collection, Berlin
- 2019: The Void. Museum Frieder Burda, Berlin
- 2019: Fixiert-Image und Imagination. Parrotta Contemporary Art, Cologne
- 2019: Kunst ist immer eine Behauptung. Sammeln auch. Kunstmuseum Villa Zanders, Bergisch Gladbach
- 2019: Die Entdeckung des Sichtbaren – so universell wie ein Schweizer Taschenmesser. Kunsterverein im Schloss, Untergröningen[4]
- 2017: DE LA TETE AUX PIEDS - La Figure humaine dans la Collection Würth. Museum Würth France Erstein
- 2017: Beware of Greeks. (mit Thomas Pöhler, Michael Growe und Uwe Esser), Krefelder Kunstverein
- 2016: Fünfzig Zigarren für das Licht der Zukunft, cinquenta puros para la luz del futuro. Kunsterverein im Schloss, Untergröningen
- 2016: HOW TO BE UNIQUE. Kienzle Art Foundation, Berlin[5]
- 2014: WortBilder - l´oiseau présente… Ballhaus Ost, Berlin
- 2013: WHAT A FUCKING WASTE OF TIME. (mit Alfred Müller), Kienzle Art Foundation, Berlin
- 2012: GARE DE L´EST. Kunstverein Esslingen, Villa Merkel[6]
- 2012: Von Kopf bis Fuß. Kunsthalle Würth, Schwäbisch Hall
- 2011: carte blanche - der Künstlerbund Baden-Württemberg in Offenburg und Durbach. Kunstverein Offenburg-Mittelbaden
- 2010: Johannes Seibt - Marcus Neufanger. Hällisch-Fränkisches Museum, Schwäbisch Hall
- 2010: Die Sammlung Teil II. Kulturwerk T66, Freiburg
- 2009: Lieb und teuer. Kunstverein Pforzheim, Pforzheim
- 2007: Images - a project of spike art magazine. Bauernmarkt, Wien
- 2007: Collections Reinhold Adt. Technologiepark, Tübingen/Reutlingen
- 2007: Arbeiten aus der Sammlung der Graphothek Stuttgart. Stadtbücherei Stuttgart
- 2006: AD ED ON ISA IMI SOL. Galerie Kienzle & Gmeiner, Berlin
- 2006: Paolozzimozzi. Kulturwerk T66, Freiburg (mit Georg Winter)
- 2006: Heldenparty II. Wilhelmspalais, Stuttgart
- 2005: Madame Realité. E-Werk Hallen für Kunst, Freiburg
- 2004: Heldenparty. Wilhelmspalais, Stuttgart

## Veröffentlichungen
- Marcus Neufanger. Real Life Drawings 2018–2005. Stefan Schülke Fine Books, Köln 2018, ISBN 978-3-9817863-5-4
- Wer war der? Rauchen, saufen, scheissefressen. Verlag Bernd Detsch, Köln 2018, ISBN 978-3-940602-09-1
- Fabian Ginsberg, Organisation 1 & 2. Kerber Verlag, Berlin 2018, ISBN 978-3-7356-0468-2
- Sorry. Salon Verlag & Edition, Köln 2015, ISBN 978-3-89770-456-5
- Jede Geheime Sprache Ist Verboten. How To Criticize Art – Le Club. Selbstverlag, Schwäbisch Hall 1993

## Sammlungen (Auswahl)
- Staatsgalerie Stuttgart
- ZKM – Zentrum für Kunst und Medien, Karlsruhe[7]
- Badisches Landesmuseum, Karlsruhe
- Graphothek der Stadtbücherei, Stadtbibliothek Stuttgart
- Grafische Sammlung Esslingen
- Hällisch Fränkisches Museum, Schwäbisch Hall
- Mercedes-Benz Art Collection, Berlin
- Sammlung Würth, Künzelsau
- Sammlung Bausparkasse Schwäbisch Hall
- Sammlung Landesbank Baden-Württemberg, Stuttgart
- Sammlung Spiegelberger Stiftung, Hamburg